# Astrantia major
Astrantia major là một loài thực vật có hoa trong họ Hoa tán. Loài này được L. mô tả khoa học đầu tiên năm 1753.

## Hình ảnh

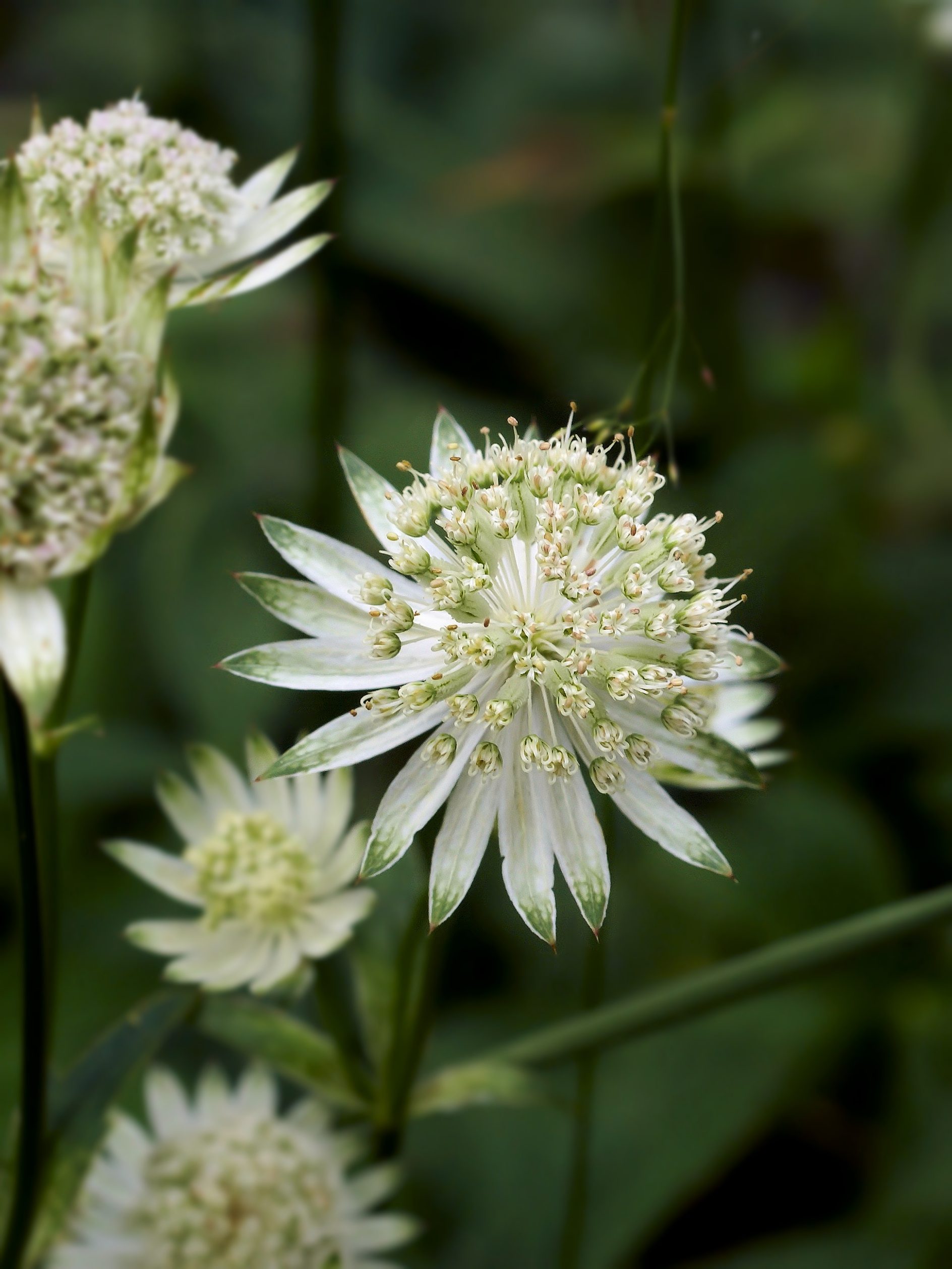
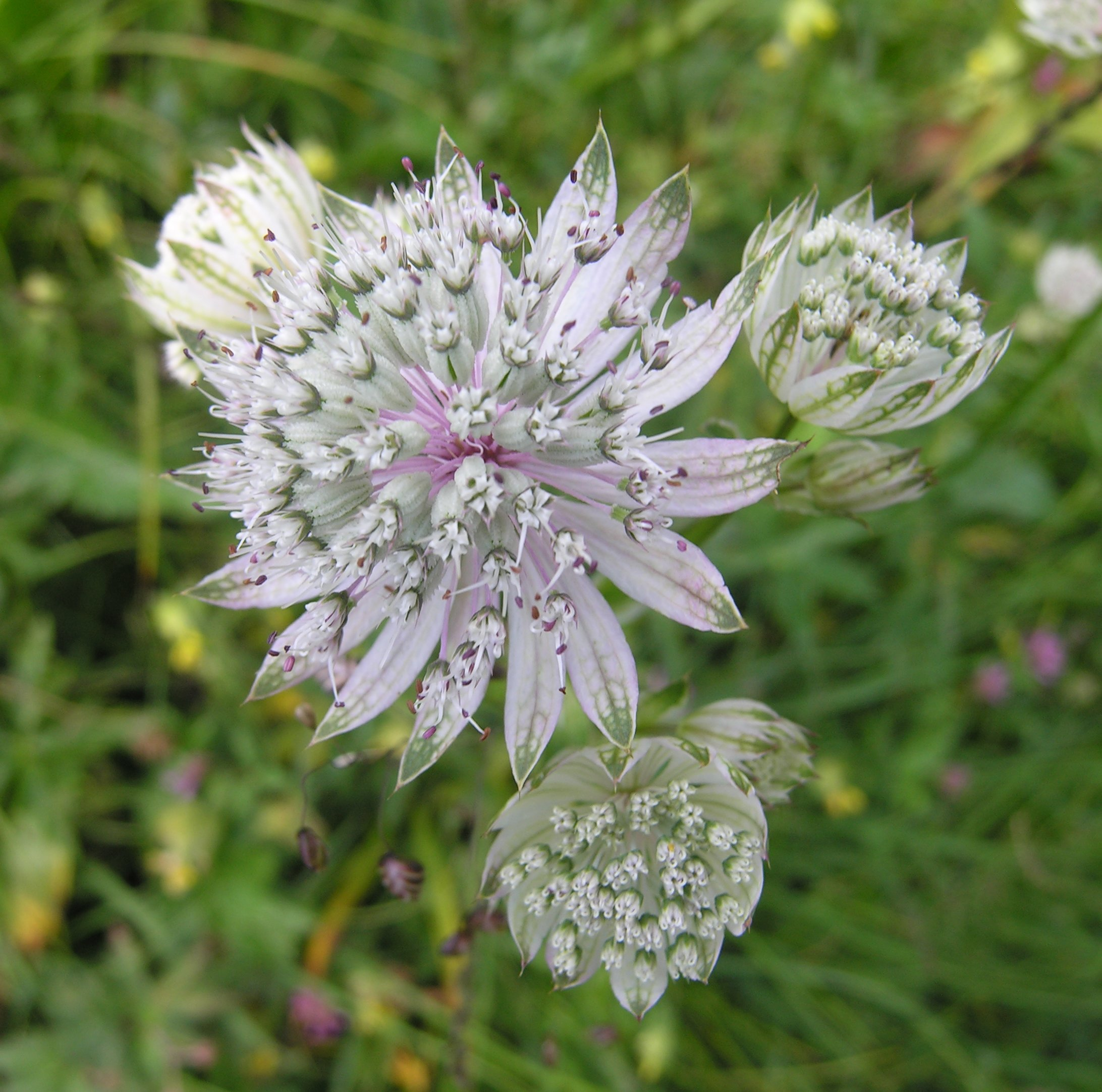
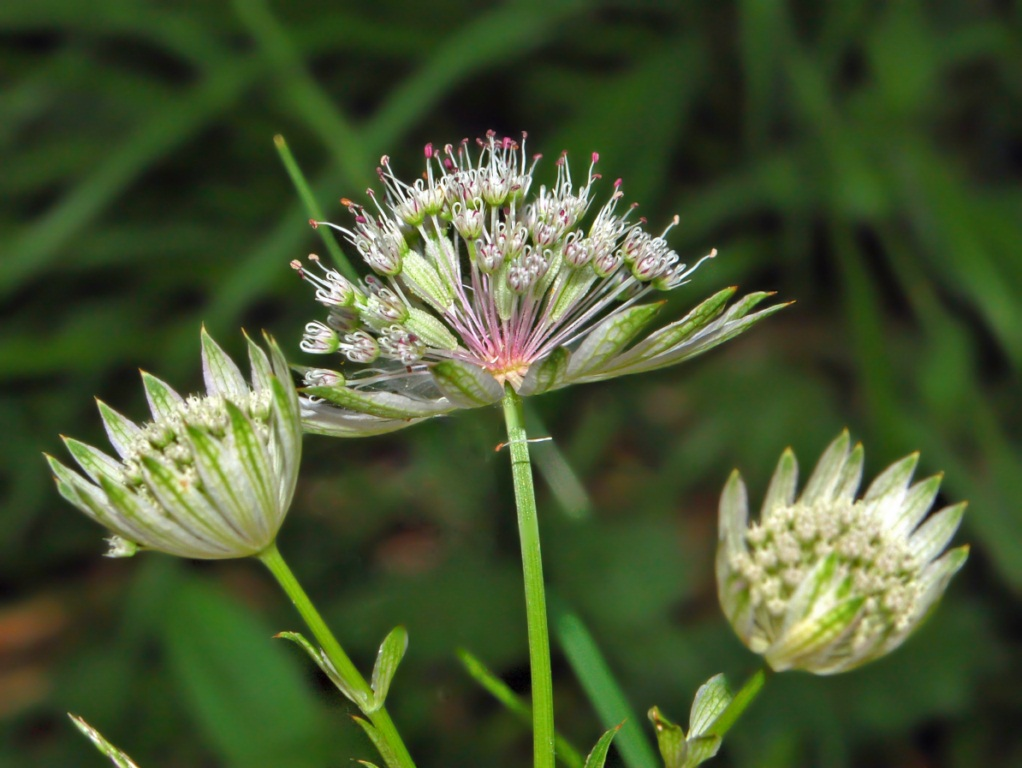
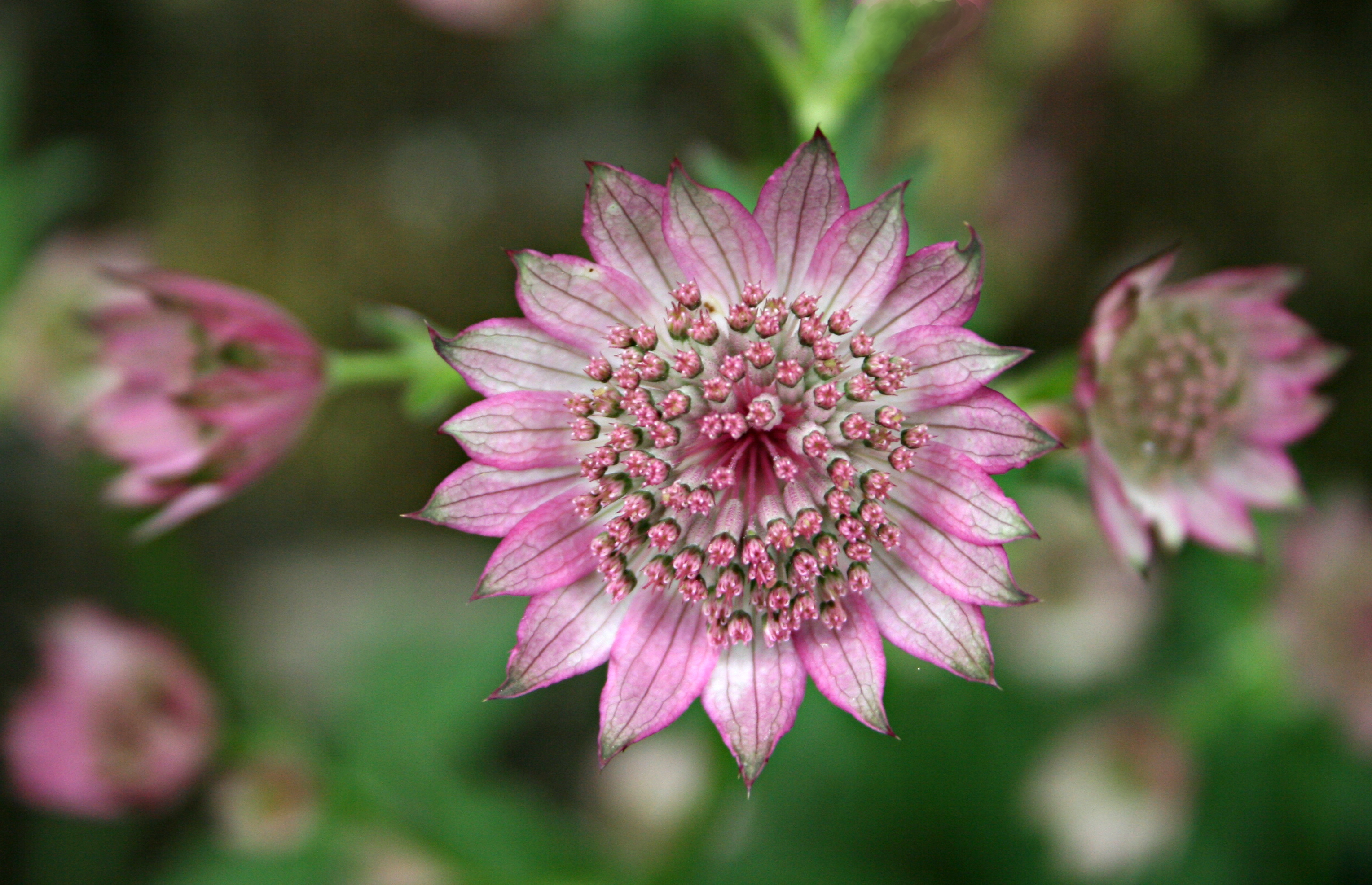
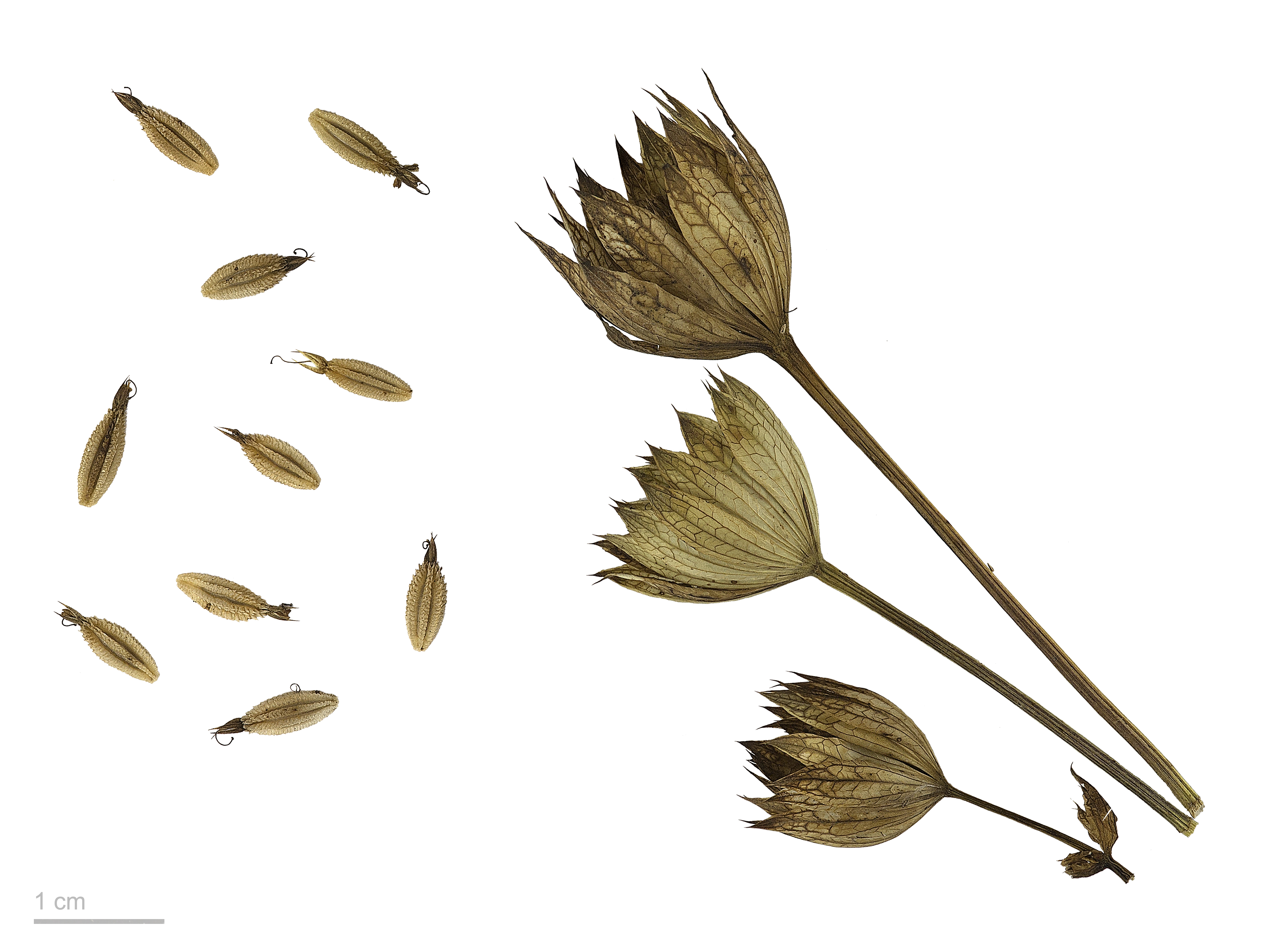
Astrantia major - Museum specimen